# Storck Bicycle
 For alternative betydninger, se Storck.
Storck Bicycle er en tysk cykelproducent med hovedsæde i Idstein, grundlagt af Markus Storck i 1989 under navnet Storck Bike-tech. Det nuværende navn fik selskabet i 1995.
Fra 2018-sæsonen blev Storck cykelsponsor for de danske hold Team Waoo og Team Virtu Cycling Women.